# Директива РНК СРСР та ЦК ВКП(б) від 29 червня 1941
Директива РНК СРСР та ЦК ВКП(б) від 29 червня 1941 — перший загально-політичний документ, адресований партійним і радянським організаціям прифронтових областей, у якому війна СРСР проти нацистської Німеччини (див. Німецько-радянська війна 1941—1945) визначалася як визвольна й справедлива. Директива констатувала наявне в суспільстві «неусвідомлення» смертельної загрози від гітлерівської агресії та поширеність у країні «благодушно-мирних настроїв». Поряд із цим містила конкретні вимоги «організувати нещадну боротьбу з усякими дезорганізаторами тилу», а саме (нарівні зі шпигунами та диверсантами) — з «панікерами, боягузами й розповсюджувачами чуток». (Ці вимоги спричинили посилення масових заходів з боку каральних органів щодо населення, зокрема знищення в'язнів у тюрмах Львова, Києва, Кіровограда та ін., розстріли — у Биківні під Києвом, у с. Валуйки на Харківщині тощо.) У відповідь на «тотальну війну», оголошену А.Гітлером, у директиві ставилася вимога «безумовно знищувати» усі цінності, що не можуть бути вивезені під час відходу військових частин Червоної армії (див. Радянська армія); як наслідок — було підірвано низку великих підприємств, електростанцій Придніпров'я та Донбасу, зокрема Дніпрогес, спалено стиглі посіви хліба на полях тощо). Загалом же директива відіграла значну роль у складному й суперечливому процесі воєнної перебудови життя суспільства, окреслюючи, хоч і в надто загальній формі, основні напрями діяльності місцевих органів влади. Стислий її зміст виклав Й.Сталін у промові по радіо 3 липня 1941.